# Sav m/43
Стормартиллеривагн м/43 (швед. Stormartillerivagn m/43, stormartillerivagn — штурмовая артиллерийская машина), сокращённо — Сав м/43 (швед. Sav m/43) — шведская самоходная артиллерийская установка класса штурмовых орудий. Разработанa компанией «Сканиа-Вабис» (швед. «Scania-Vabis») в 1943 году на базе лёгкого танка Strv m/41 и принятa на вооружение Шведской армии. Прототип был изготовлен в августе 1943 года. Его переделали из линейного танка Strv m/41 S II. Машина получила № 80123. Серийное производство началось только в конце 1944 года. Получателем первых 18 машин (№№ 80124–80141) был артиллерийский полк A 9 (Bergslagens artilleriregemente) в Кристинехамне, куда они начали поступать в январе 1945 года. Следующая партия из 18 Sav m/43 была заказана в конце 1945 года. Получателем машин с серийными номерами 80142–80159 был второй артиллерийский дивизион A 9. Изготовление этой партии началось в конце 1946 года, а последние машины были сданы к концу 1947 года. Всего было произведено 36 машин, стоявших на вооружении до 1973 года.

## История создания
27 января 1941 года состоялось совещание KATD, на котором обсудили новую немецкую штурмовую САУ StuG. Шведским военным понравилась концепция данной машины, и было принято решение начать разработку собственной штурмовой САУ. В 1941-1942 годах компания Landsverk представила три проекта самоходной установки:
- Band PV, базой для которого послужил средний танк Lago. Проект был представлен 6 июня 1941 года. САУ должна была нести 75-мм орудие с начальной скоростью снаряда 840 м/с, которое пробивало бы с 500 метров более 70 мм брони.
- Försöksbandpv (L-60-I), который, в свою очередь, имел два варианта: первый вооружался 75-мм орудием kanon m/40, с начальной скоростью 525 м/с. Из-за большого размера откатной системы от него отказались в пользу другого, вооружавшейся немного менее мощной, но гораздо более компактной 75-мм пушкой kanon m/02.

Последний вариант был реализован в металле в качестве единственного прототипа, однако в серийное производство запущен не был.
С 19 по 21 декабря компания Bofors рассмотрела несколько вариантов базы для предполагае6мой штурмовой САУ, среди которых были Strv m/40 (не подошёл из-за низкой максимальной нагрузки на шасси), Landsverk Terro (от него отказались из-за того, что этот танк не пошёл в серийное производство) и Strv m/41, который выбрали как приоритетный вариант.
2 марта 1942 года Bofors представила проект САУ, получившей обозначение 75 mm StvK L/31 i stridsvagn TNH-SV, которая получалась из Strv m/41 снятием башни и части подбашенной коробки и установки вместо них рубки. Проект был отклонён из-за слишком большой рубки.
Проект САУ с уменьшенной рубкой компания Bofors представила 29 августа 1942. Вместо орудия StrvK L/31 была установлена пушка kanon m/02 с углами наведения влево/вправо по 7 градусов, вверх/вниз от -10 до +15 градусов и боекомплектом из 50 снарядов. В марте 1943 проект одобрили, а в августе того же года был построен первый прототип. После успешных испытаний было начато серийное производство машины, получившей название Sav m/43, а также одновременная разработка варианта перевооружения на 105-мм орудие, специально разработанного Bofors для этой САУ. Машина с таким вооружением была создана и испытана осенью 1943 года, но было принято решение сперва выпустить первую партию самоходок с 75-мм орудиями, а потом уже начать производство САУ со 105-мм гаубицами, которые в итоге были произведены с 1945 по 1947 год.

## Описание конструкции
Sav m/43 имел отделение управления в лобовой, боевое отделение — в средней и моторно-трансмиссионное отделение — в кормовой части машины. Штатный экипаж Sav m/43 состоял из четырёх человек: командира, наводчика, механика и заряжающего.

### Вооружение
18 машин первой серии были вооружены пушками 7,5 cm kanon m/02. Весной 1946 года они были перевооружены на 105-мм орудия kan m/44 sav L/21 с длиной ствола 20 калибров, аналогичные 2-й серии.

Во второй половине 1940-х годов для 105-мм гаубицы был разработан кумулятивный снаряд Psgr m/49, который пробивал около 240 мм на любой дистанции и таким образом мог бороться с практически всеми танками и САУ того времени.

### Двигатель и трансмиссия и ходовая часть
Двигатель, трансмиссия и ходовая часть были полностью заимствованы у базового танка Strv m/41.

## Состоял на вооружении
| Государство | Род сил        | Количество |
| ----------- | -------------- | ---------- |
| Швеция      | шведская армия | 36         |